# جزيرة سومبا

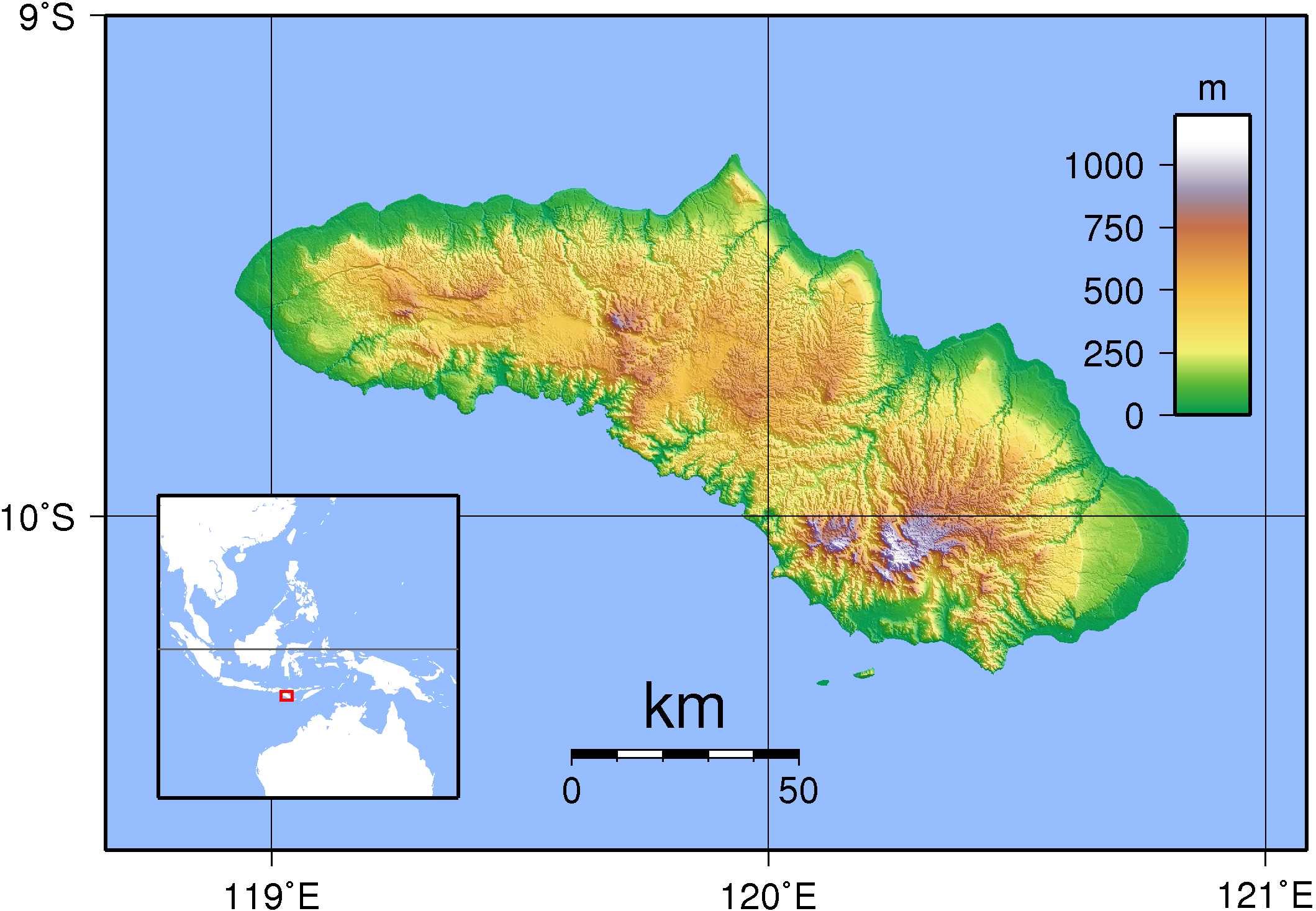
خريطة طوبوغرافية لجزيرة سومبا

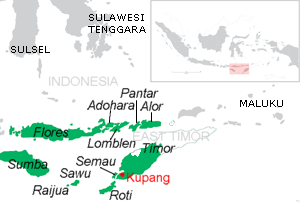
موقع جزيرة سومبا ضمن مقاطعة نوسا تنقارا الشرقية

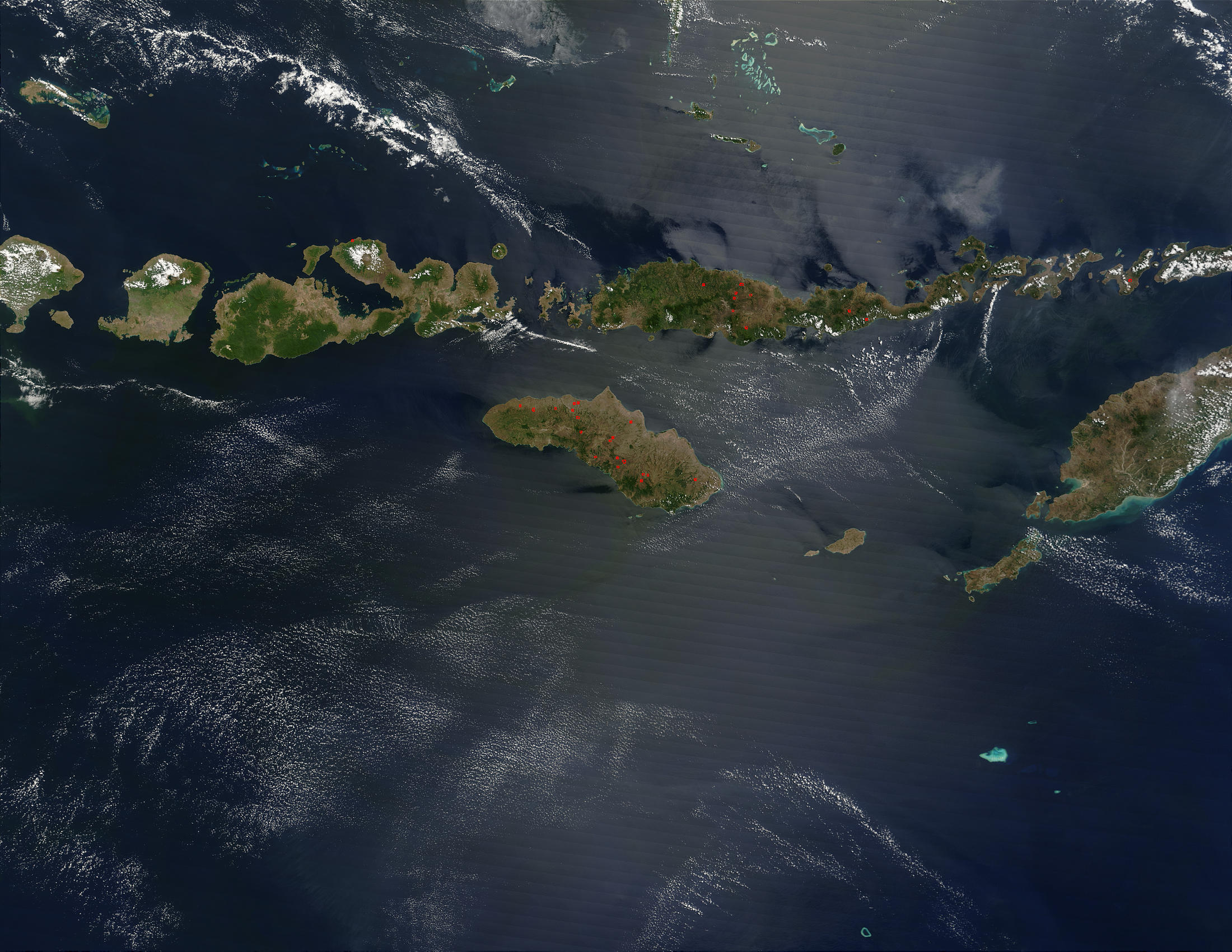
صورة فضائية تظهر جزيرة سومبا وسط جزر سوندا الصغرى

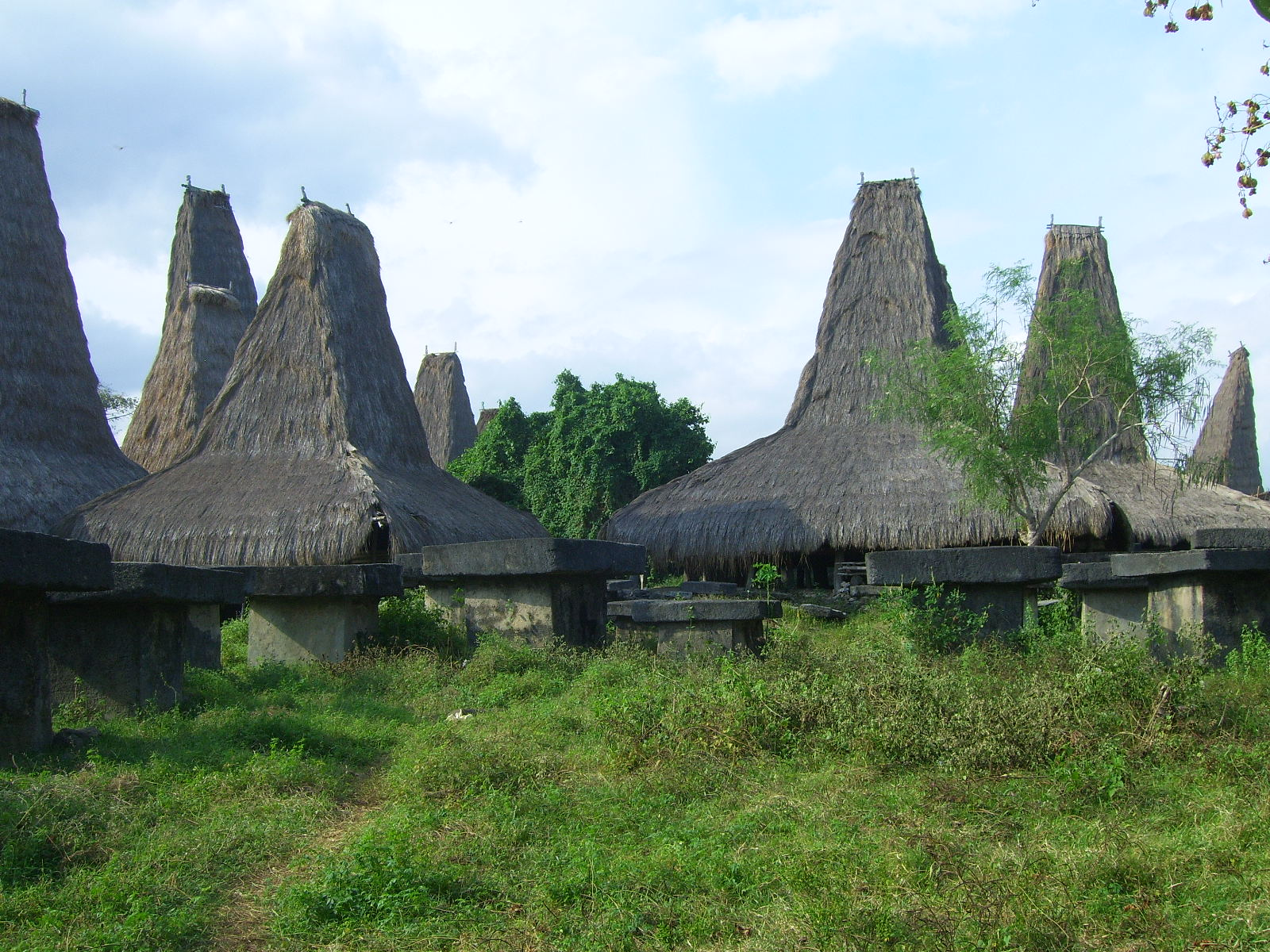
منازل سكان جزيرة سومبا التقليدية قرب قرية بوندوكودي، غرب الجزيرة

جزيرة سومبا تقع شرق إندونيسيا، وهي واحدة من جزر سوندا الصغرى، ضمن مقاطعة نوسا تنقارا الشرقية.
تبلغ مساحتها 11153 كيلومتر مربع، وبذا يكون تسلسلها 73 بين جزر العالم من حيث المساحة، بينما بلغ عدد السكان 611954 نسمة في عام 2009.
تقع جزيرة سومباوا شمال غرب من سومبا، أما جزيرة فلوريس فتقع عبر مضيق سومبا بالاتجاه الشمالي الشرقي، وتقع جزيرة تيمور شرقاً عبر بحر سافو، وتقع أستراليا جنوباً عبر المحيط الهندي.